# Araneus luteofaciens
Araneus luteofaciens är en spindelart som först beskrevs av Roewer 1942.  Araneus luteofaciens ingår i släktet Araneus och familjen hjulspindlar.
Artens utbredningsområde är Kamerun. Inga underarter finns listade i Catalogue of Life.